# موسیقی مسیحی

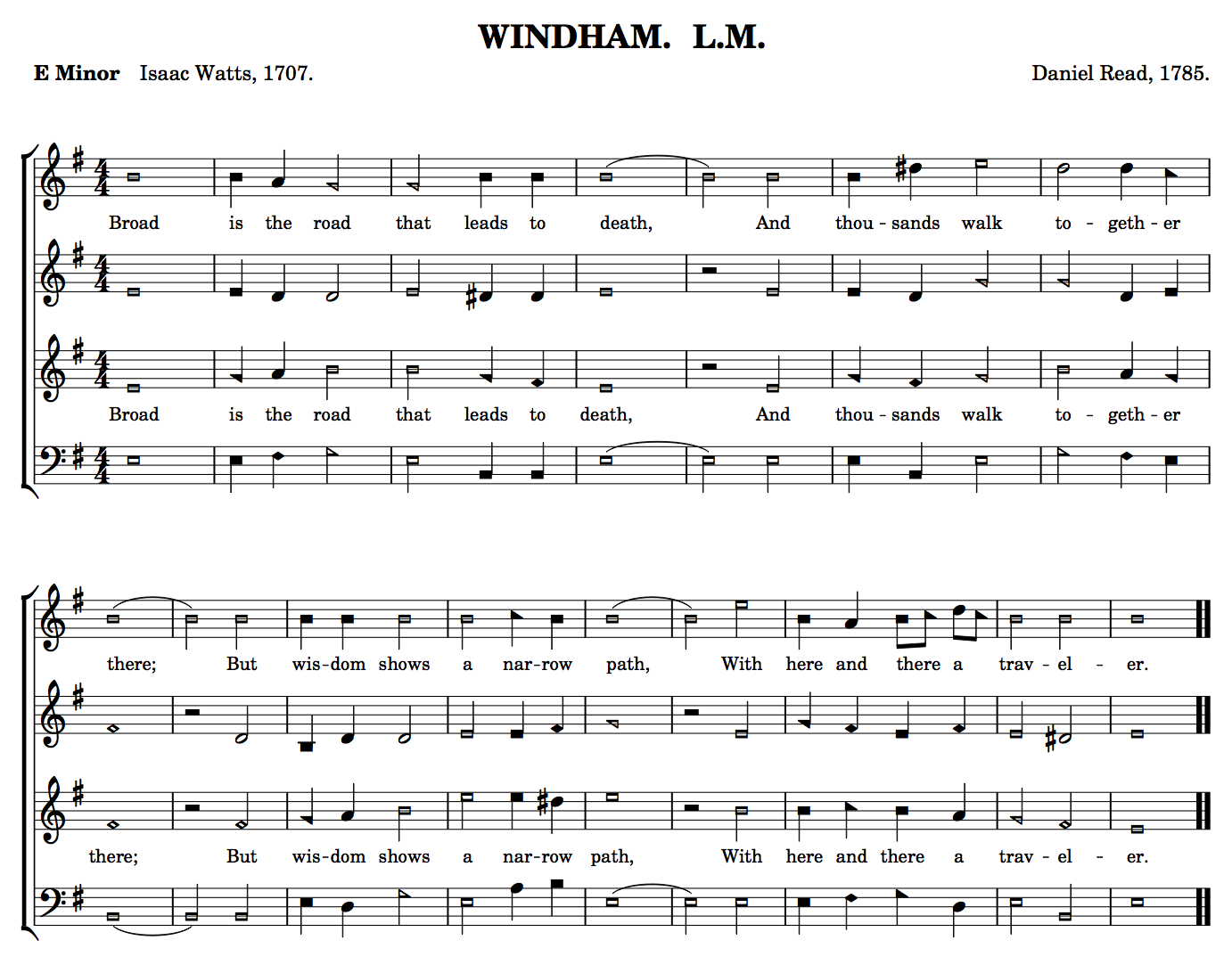
نت یک موسیقی مسیحی

موسیقی مسیحی (انگلیسی: Christian music) گونه‌ای از موسیقی است که برای بیان احساس شخصی یا جمعی در مورد زندگی و باورهای مسیحیان ساخته شده‌است. مضامین رایج موسیقی مسیحی شامل ستایش، پرستش، مجازات و عذاب است و شکل‌های آن در سراسر جهان متفاوت است.
مانند دیگر انواع موسیقی، ایجاد، عملکرد، اهمیت و حتی تعریف موسیقی مسیحی با توجه به فرهنگ و زمینهٔ اجتماعی متفاوت است. موسیقی مسیحی برای بسیاری از اهداف زیبایی‌شناسی، اهداف مذهبی یا تشریفاتی یا پیام مثبت به‌عنوان یک محصول سرگرم‌کننده برای بازار ساخته می‌شود.